# Harlan Fiske Stone
Harlan Fiske Stone (Chesterfield, 11 ottobre 1872 – Washington, 22 aprile 1946) è stato un politico e giurista statunitense, presidente della Corte suprema degli Stati Uniti dal 1941 al 1946.

## Biografia
Originario dello Stato del New Hampshire, i suoi genitori erano Fred L. e Ann S. (Butler) Stone. Dopo aver studiato all'Amherst High School continuò all'Amherst College terminandoli nel 1894 e tre anni dopo ricevette il Master of Arts. Insegnò storia all'Adelphi Academy a Brooklyn. Sposò Agnes E. Harvey nel 1899. Fra i loro figli ci furono Lauson H., importante avvocato, e Marshall, matematico.
Nel 1924 fu nominato procuratore generale dal presidente Calvin Coolidge, fino al 1925. L'università Yale l'onorò con una laurea honoris causa in legge nel 1924.
Nel 1925 fu nominato giudice della Corte Suprema, e nel 1941 presidente, e lo rimase fino alla morte nel 1946.
Fu anche presidente della Association of American Law Schools. Alla sua morte fu sepolto al cimitero di Rock Creek di Washington.